# Monumento de las Nereidas
El Monumento de las Nereidas es un edificio sepulcral, descubierto en la antigua ciudad Licia de Janto, en la actual Turquía. Hoy, totalmente reconstruido, puede visitarse en el Museo Británico de Londres. 
Fue erigido entre el 410 y el 400 a. C. en el lado suroeste de la ciudad, como sepulcro probablemente del gobernante licio Arbinas.

## Arqueología: redescubrimiento y reconstrucción

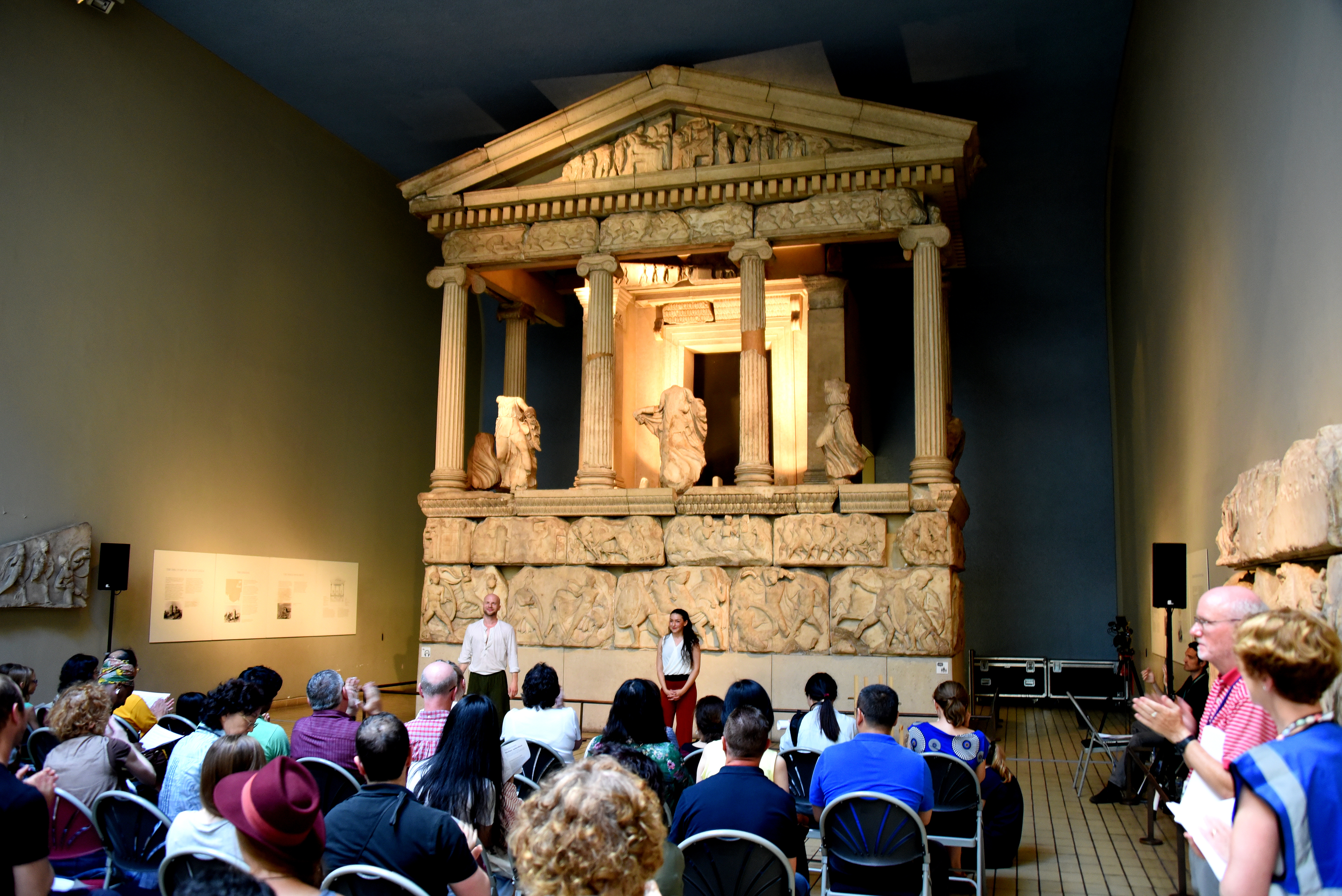
Representación de una obra de teatro frente al monumento. Actores Noah Young y Genevieve Dunne.

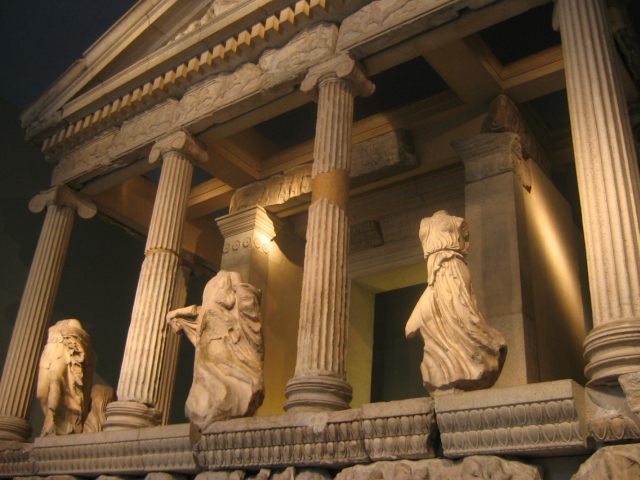
Monumento de las Nereidas (Museo Británico), Londres.

Se cree que el monumento se mantuvo en pie hasta la época bizantina, y que posteriormente fue destruido por los cristianos locales por sus piedras y metales.
Las ruinas y esculturas fueron redescubiertas a principios de la década de 1840 por una expedición dirigida por el arqueólogo británico Charles Fellows, a quien se atribuye el descubrimiento de la antigua Licia, en la que también participó George Scharf. La conclusión inmediata de Fellows fue que el monumento estaba dedicado a Hárpago, la figura principal de la historia licia registrada por Heródoto, situándolo en el siglo VI a. C. Aunque pronto se comprendió que el estilo arquitectónico y escultórico indicaba que debía datar al menos un siglo después, no fue hasta finales del siglo XX que se llegó a un consenso sobre la fecha de la tumba, que probablemente se remontaba al 390-380 a. C., y que probablemente se trataba de la tumba de Arbinas.
El monumento se elevaba sobre un ribazo de la colina, unos 200 m al sureste de la acrópolis. Cuando Fellows recogió sus fragmentos escultóricos, que habían rodado por la pendiente, se creyó en principio que provenían de cuatro edificios diferentes. Fellows organizó el envío de los restos al Museo Británico de Londres entre 1842 y 1844. Sin registros detallados del lugar de hallazgo de cada pieza, el Museo tuvo que basarse en los planos de la expedición, las marcas en las piedras y la composición y el estilo de la escultura para estimar el encaje entre los bloques y las esculturas. La reconstrucción actual de la fachada este del museo data de 1969. Se encuentra en la sala 17 del Museo, que también alberga muchas otras partes del monumento.

## Características
El monumento, de forma arquitectónica griega, estaba formado por una base cuadrangular de gran altura, decorada con dos registros de relieves figurados, que sostenía un pequeño edificio en forma de templo períptero, cuya cella constituía la cámara sepulcral que contenía los lechos funerarios.
Sobre el podio, de casi seis metros de altura, se erguía el templete de mármol de orden jónico, de 5,15 m de altura y planta de 10,15 m por 6,80. El peristilo del templete estaba formado por cuatro columnas jónicas en la fachada y seis a los lados. 
En los intercolumnios, estaban colocadas las estatuas de las Nereidas que tienen como base un delfín. 
En colocación acroterial (es decir, sobre el techo) debían tener su emplazamiento dos grupos estatuarios que representaban raptos de heroínas. 
La distribución y la posición del templete recuerdan al templo de Atenea Niké, de Atenas.
La decoración de los relieves es muy compleja, ya que corría a lo largo de la base, el arquitrabe y el frontón.
En el zócalo había dos frisos superpuestos que reproducían las victorias del príncipe licio. 
El friso inferior está inspirado en el Partenón, ya que en él se representó una Amazonomaquia, mientras que el friso superior exaltaba la victoria del personaje real. Éste, sentado bajo el parasol de la tienda del campamento real, recibe a los enemigos vencidos, que desfilan en larga procesión, uno detrás de otro. El resto del friso estaba ocupado por escenas bélicas, entre las que se observa el asedio a una ciudad, cuyos defensores están situados en las explanadas.
El friso del arquitrabe del peristilo tenía como tema principal una cacería y la entrega de ofrendas al príncipe, mientras que el que decoraba la entrada de la cella, con escenas de sacrificio y banquetes funerarios, introducía en el mundo de ultratumba.
Todo el perímetro de la cella funeraria mostraba en su parte superior un cuarto friso que ilustraba escenas de sacrificio y de banquete.
La fachada del frontón este albergaba las figuras de la pareja difunta con su cortejo
Además de su valor intrínseco, el Monumento de las Nereidas se considera asimismo el punto de partida de la evolución del monumento funerario arquitectónico, que caracterizó todo el siglo IV a. C., desde el Mausoleo de Halicarnaso al monumento de Belevi cerca de Efina, hasta encontrar su máximo esplendor en los grandes monumentos del período helenístico, como el de Alejandro Magno en Alejandría.

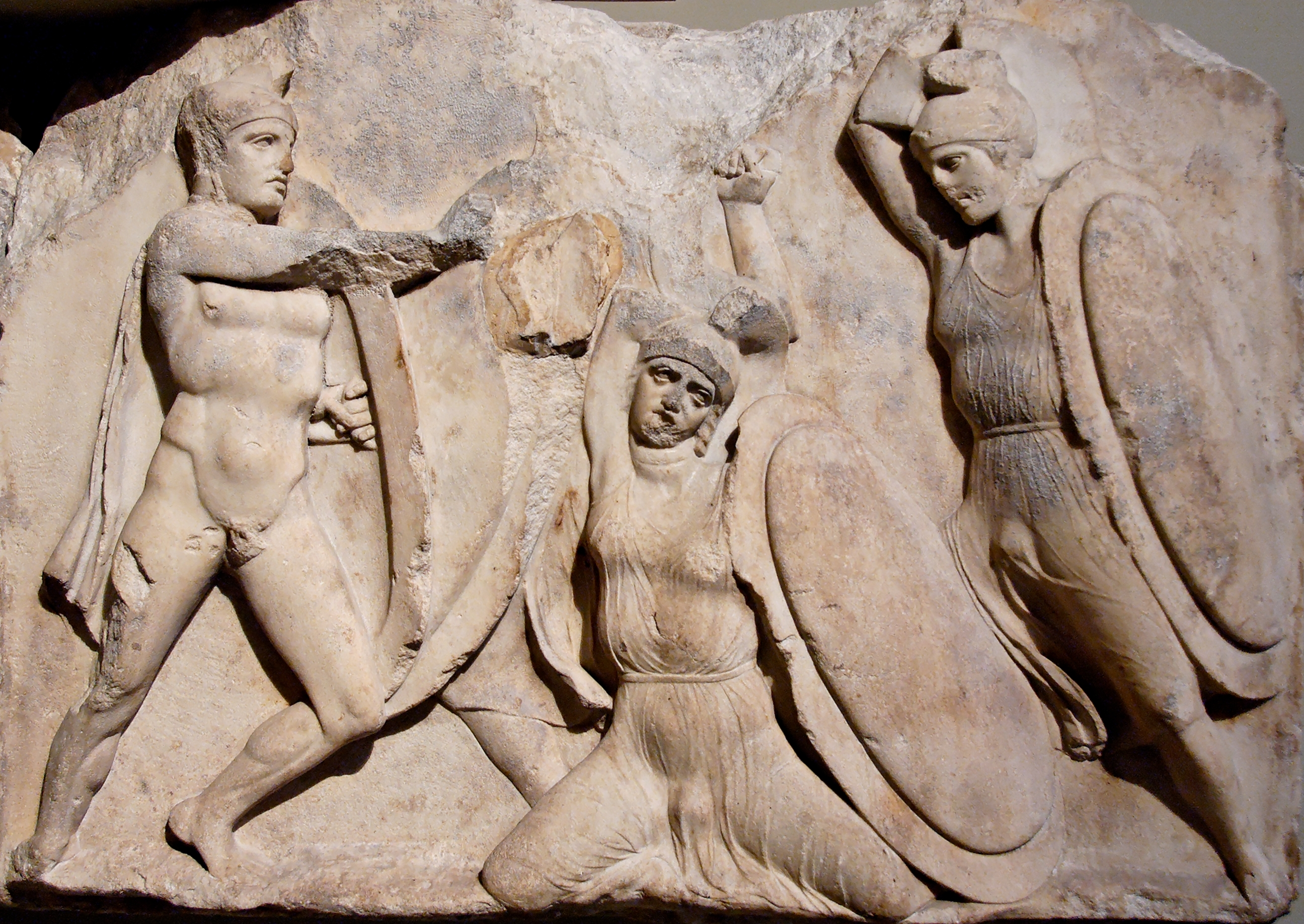
Guerreros combatiendo (fragmento del friso principal del podio)
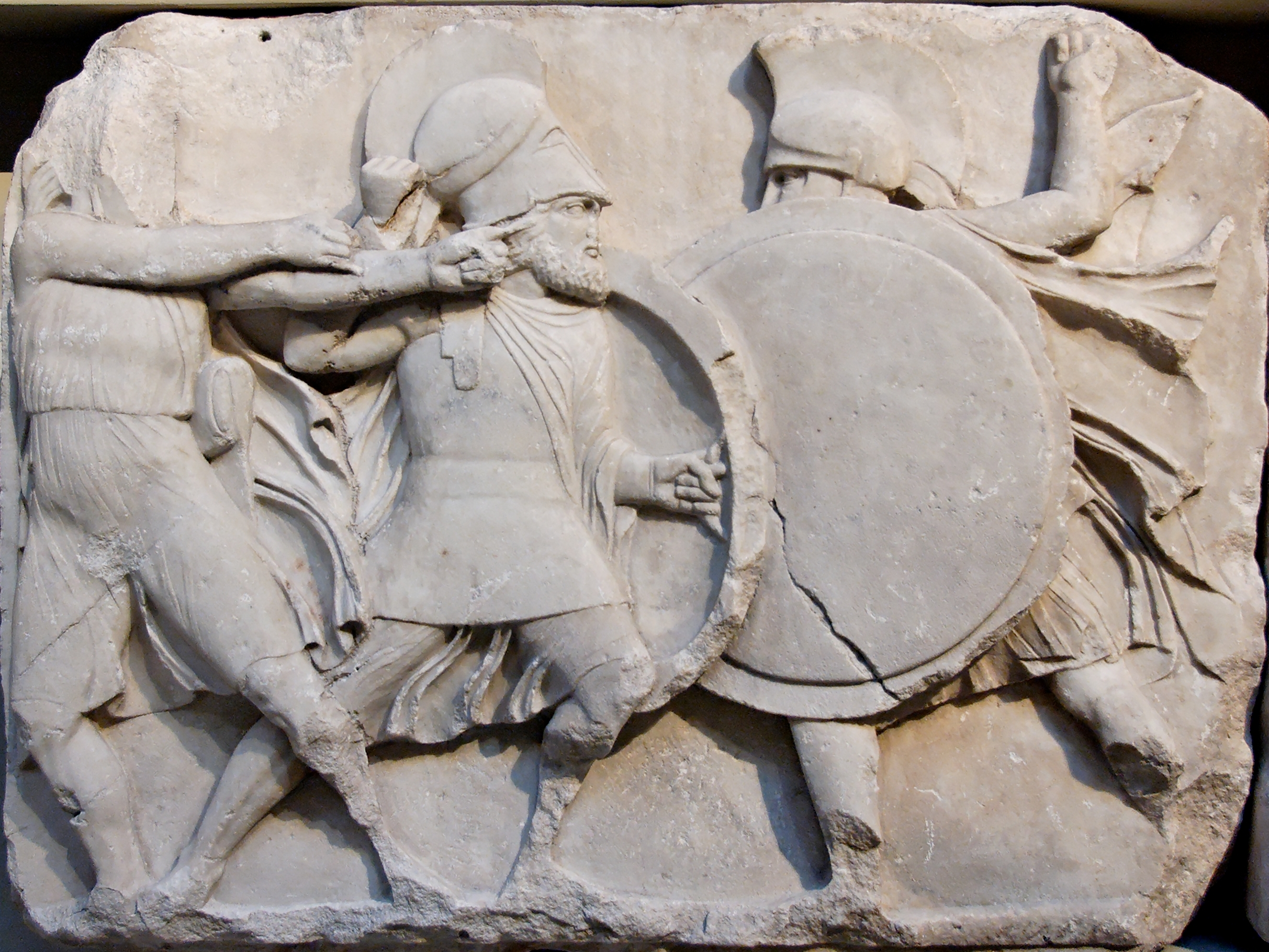
Dos guerreros entrechocan sus escudos mientras que a su izquierda, un arquero mira su blanco
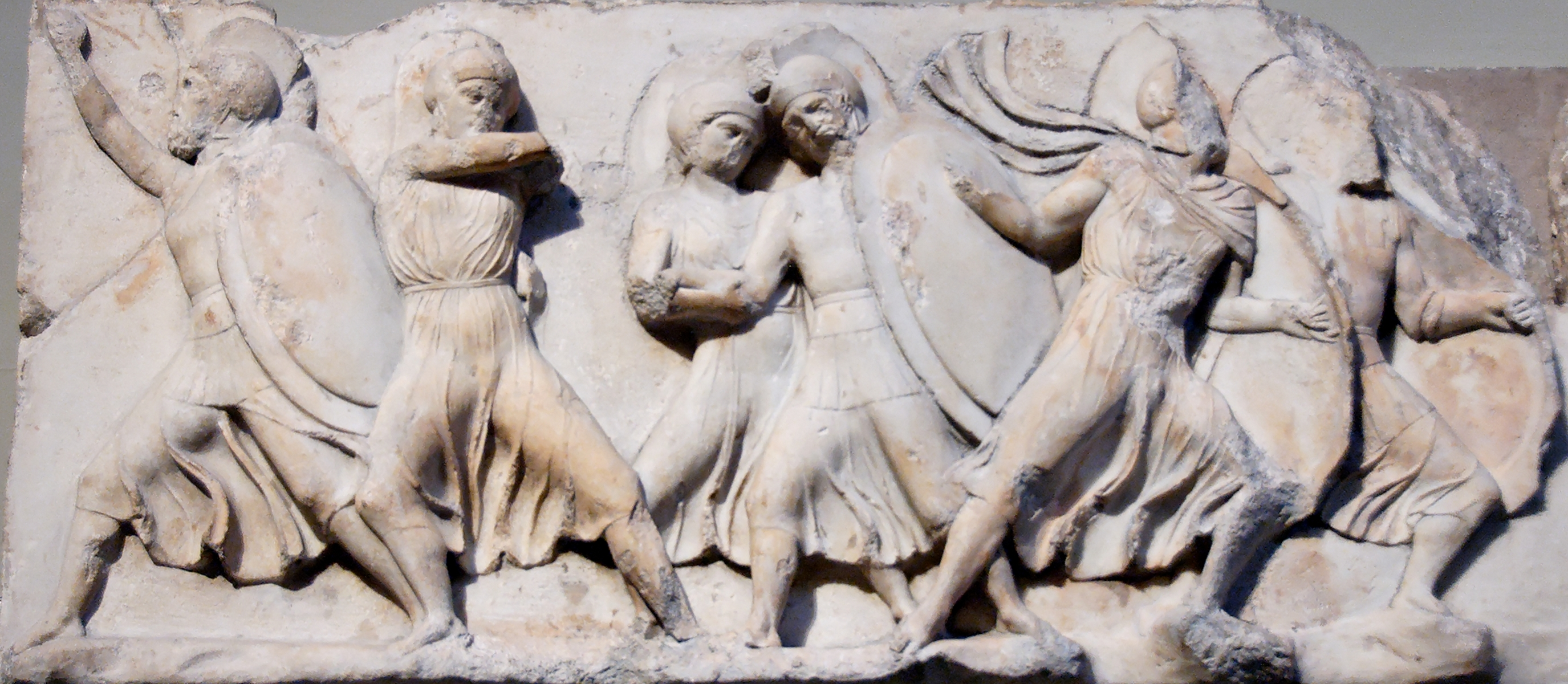
Un arquero se prepara para tirar a la izquierda, mientras que un soldado herido es sostenido por su compañero.
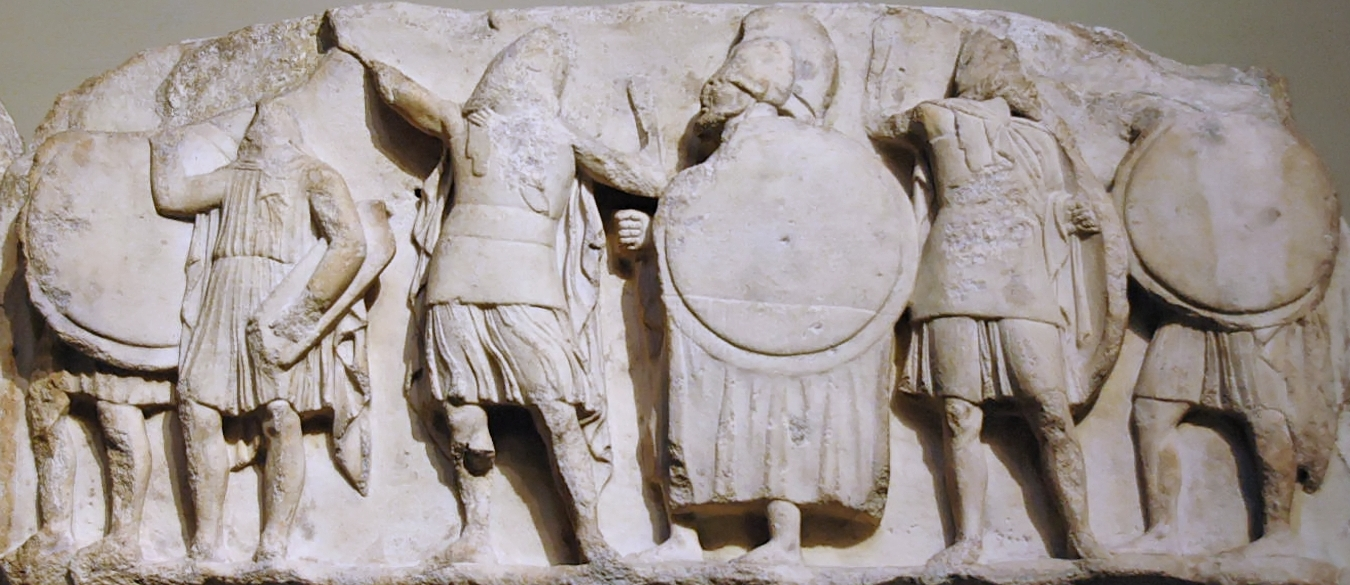
Guerreros  (panel del friso secundario del podio)